# Ischnoceros eutetraphae
Ischnoceros eutetraphae là một loài tò vò trong họ Ichneumonidae.